# Phalops princeps
Phalops princeps är en skalbaggsart som beskrevs av D'orbigny 1908. Phalops princeps ingår i släktet Phalops och familjen bladhorningar. Inga underarter finns listade i Catalogue of Life.